# World Cyber Games 2009
I World Cyber Games 2009 si sono svolti a Chengdu, Cina dall'11 novembre al 15 novembre 2009. L'evento ha ospitato oltre 600 giocatori da 70 Paesi. Il monte premi totale era intorno ai 500.000$.

## Giochi ufficiali

### PC
- Warcraft III
- StarCraft
- Counter-Strike
- FIFA 09
- Carom3D
- Red Stone
- TrackMania Nations Forever

### Xbox 360
- Guitar Hero World Tour
- Virtua Fighter 5

### Mobile games
- Asphalt4
- Wise Star 2

## Giochi promozionali
- Dungeon & Fighter

## Risultati
| 2009                             | Gold             | Silver       | Bronze          | 4th           |
| WarCraft III : The Frozen Throne | infi             | Fly100%      | SK.Lyn          | EG.Happy      |
| Counter-Strike 1.6               | AGAiN            | fnatic       | Mortal Teamwork | tp.uSports    |
| TrackMania Nations Forever       | KarjeN           | FrostBeule   | Bergie          | Pezi          |
| StarCraft: Brood War             | Jaedong          | Stork        | Bisu            | Kolllsen      |
| FIFA 09                          | SK_Kr0ne         | SK_hero      | Pio_            | Geenens       |
| Red Stone                        | ComeonBaby       | HAPPY_SWEETS | Cool Runnings   |               |
| Carom3D                          | MARCJACOBS       | jeantek      | Protonski       | Indigo_Ferret |
| Virtua Fighter 5                 | FOOD             | ShinZ_Km     | Rikojjang       | stprock       |
| Guitar Hero World Tour           | caiomenudo13     | MoB_Shift    | smokyprogg      | TG.beeche     |
| Wise Star 2                      | a.Enrico         | Blackbelt    | TorcH           | rongchen      |
| Asphalt4 : Elite Racing          | TER_BURBERRYqq   | slyfoxlover  | KimBuJa         | Vassago       |
| Dungeon and Fighter              | UraniumHwangjaeM | CLAY         | Marenobba       | YASAI         |

## Medagliere[1]
| Nazione       | O | A | B |
| ------------- | - | - | - |
| Corea del Sud | 3 | 2 | 3 |
| Svezia        | 1 | 2 | 0 |
| Germania      | 1 | 1 | 1 |
| Brasile       | 1 | 1 | 0 |
| Cina          | 1 | 1 | 0 |
| Giappone      | 1 | 1 | 0 |
| Polonia       | 1 | 0 | 1 |
| Stati Uniti   | 0 | 1 | 2 |
| Danimarca     | 0 | 0 | 1 |
| Norvegia      | 0 | 0 | 1 |